# Shanling
Shanling (kinesiska: 杉岭) är en socken i sydvästra Kina. Den ligger i stadsdistriktet Qianjiang i storstadsområdet Chongqing, omkring 200 kilometer öster om det centrala stadsdistriktet Yuzhong. Antalet invånare är 6 753. Befolkningen består av 3 233 kvinnor och 3 520 män. Barn under 15 år utgör 27,0 %, vuxna 15-64 år 61 %, och äldre över 65 år 11,0 %.